# Amt Warnow-West
Amt Warnow-West egy Lau 1-terület Németországban, Mecklenburg-Elő-Pomeránia tartományban. A székhelye Kritzmowban van. Lakosainak száma 17 331 fő (2020. december 31.). Amt Warnow-West Bad Doberan-Land, Satow, Amt Schwaan, Dummerstorf és Rostock községekkel határos.

## Története
Az Amt-ot 1992. március 31-én alapították.

## A települései
- Elmenhorst/Lichtenhagen
- Kritzmow, ide tartozik: Groß Schwaß, Klein Schwaß és Klein Stove
- Lambrechtshagen, ide tartozik: Allershagen, Sievershagen és Vorweden-Mönkweden
- Papendorf, ide tartozik: Gragetopshof, Groß Stove, Niendorf és Sildemow
- Pölchow, ide tartozik: Huckstorf és Wahrstorf
- Stäbelow, ide tartozik: Bliesekow és Wilsen
- Ziesendorf, ide tartozik: Buchholz, Buchholz-Heide, Fahrenholz és Nienhusen

## Népesség
A település népességének változása:

| 2020 | 17 331 |

## Galéria

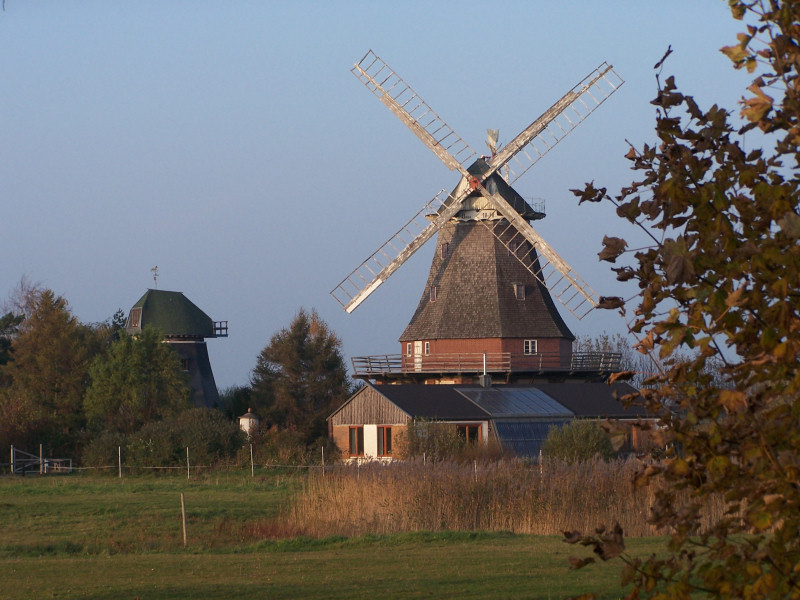
Lichtenhagen
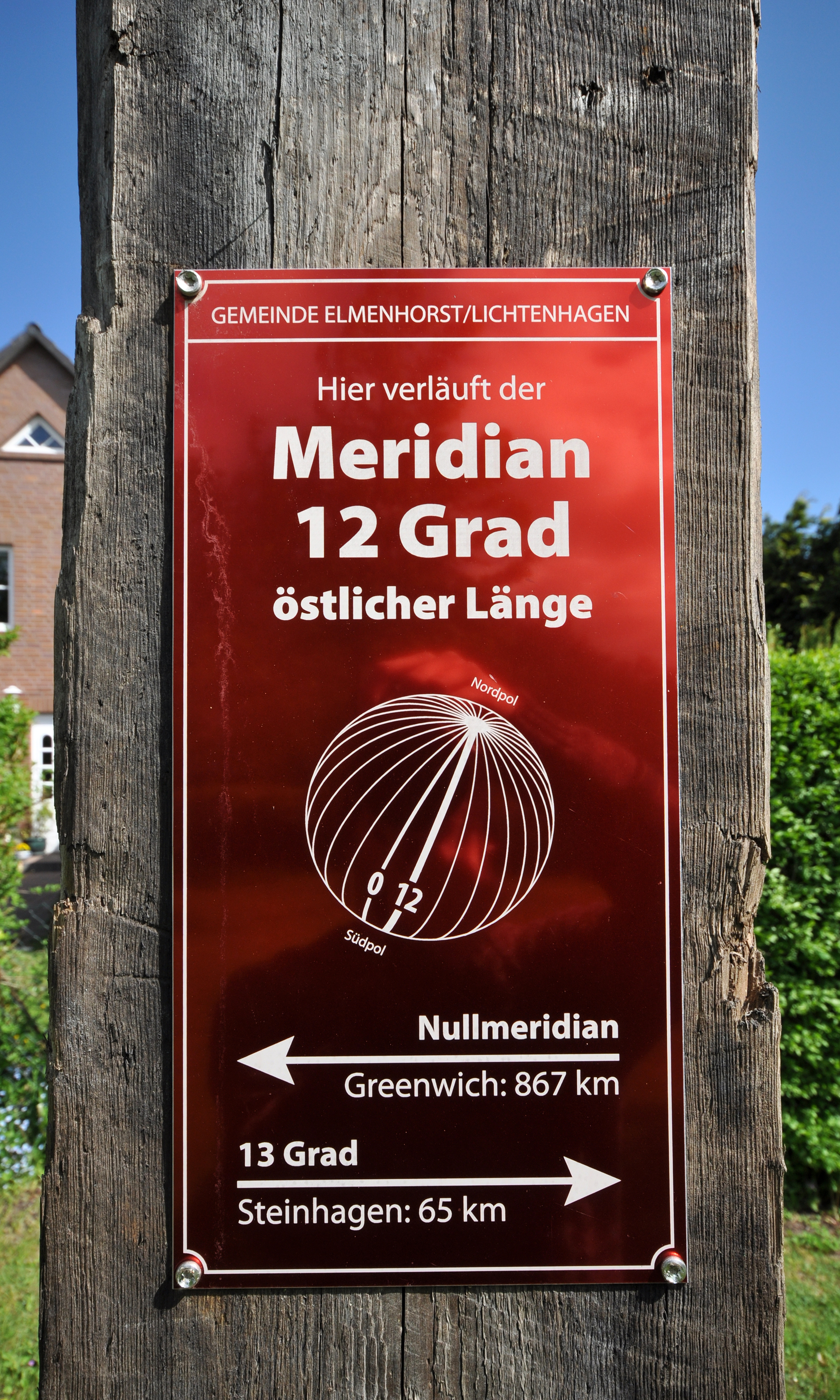
Elmenhorst
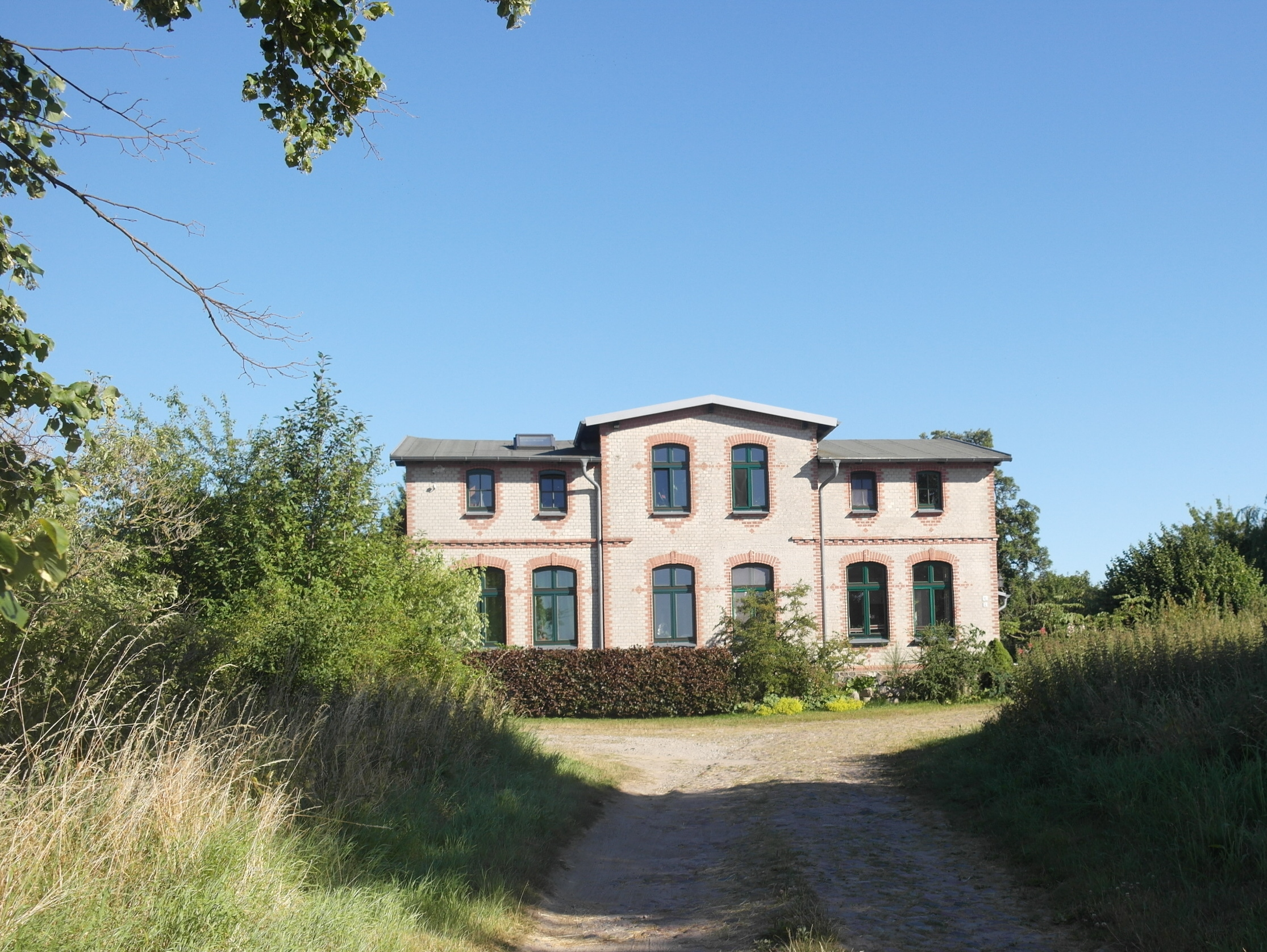
Klein Schwaß
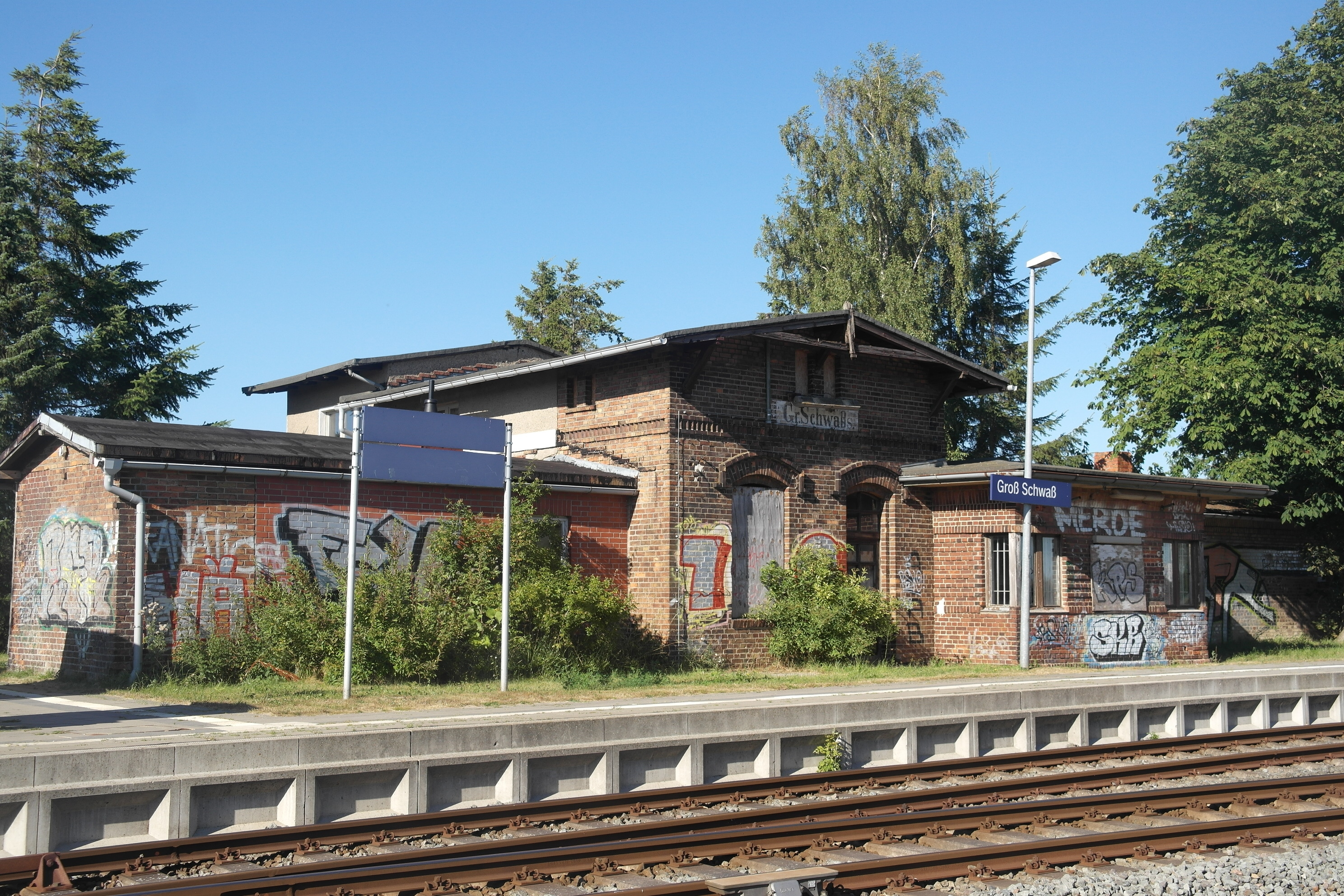
Állomás Groß Schwaß
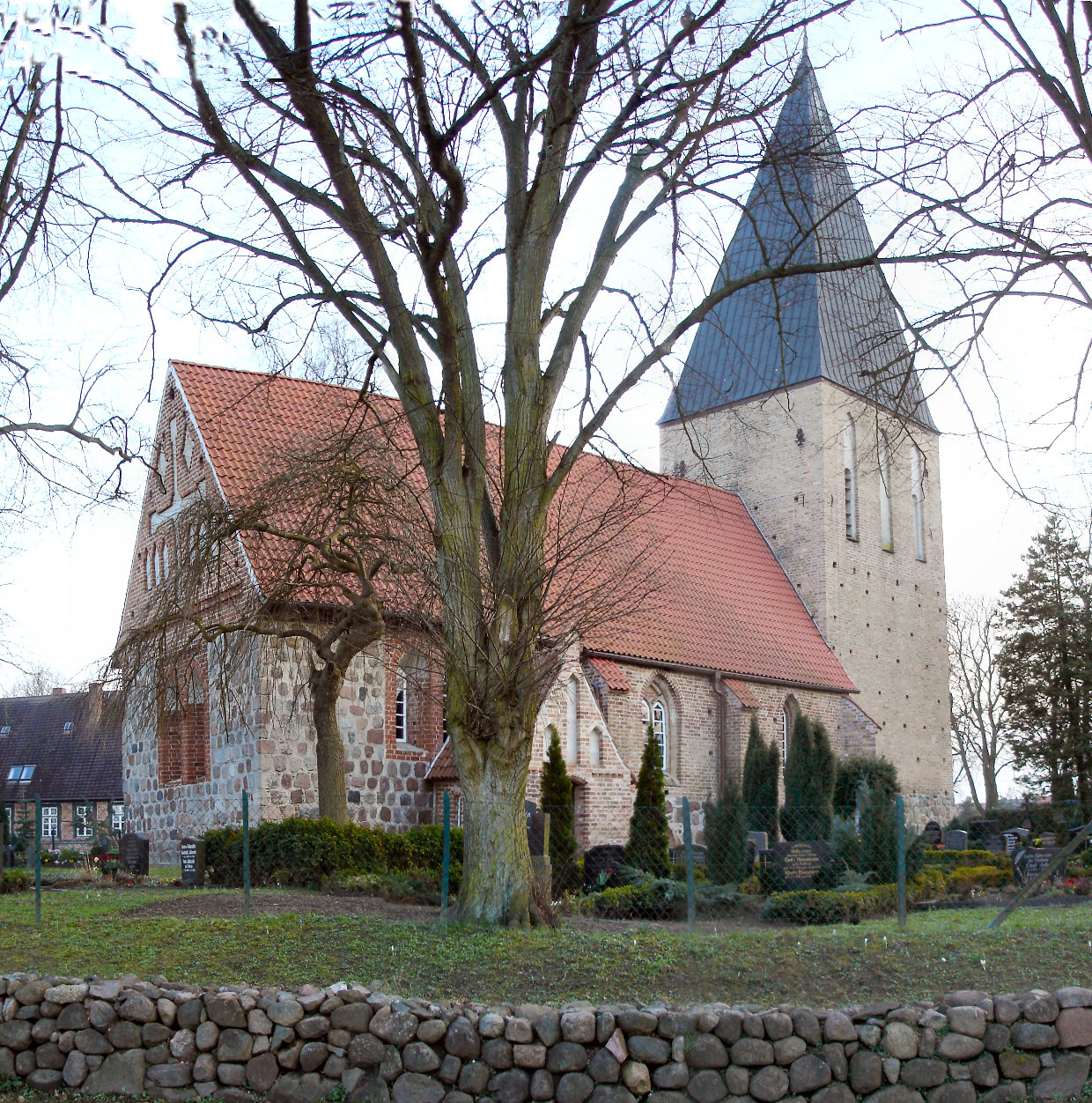
Lambrechtshagen
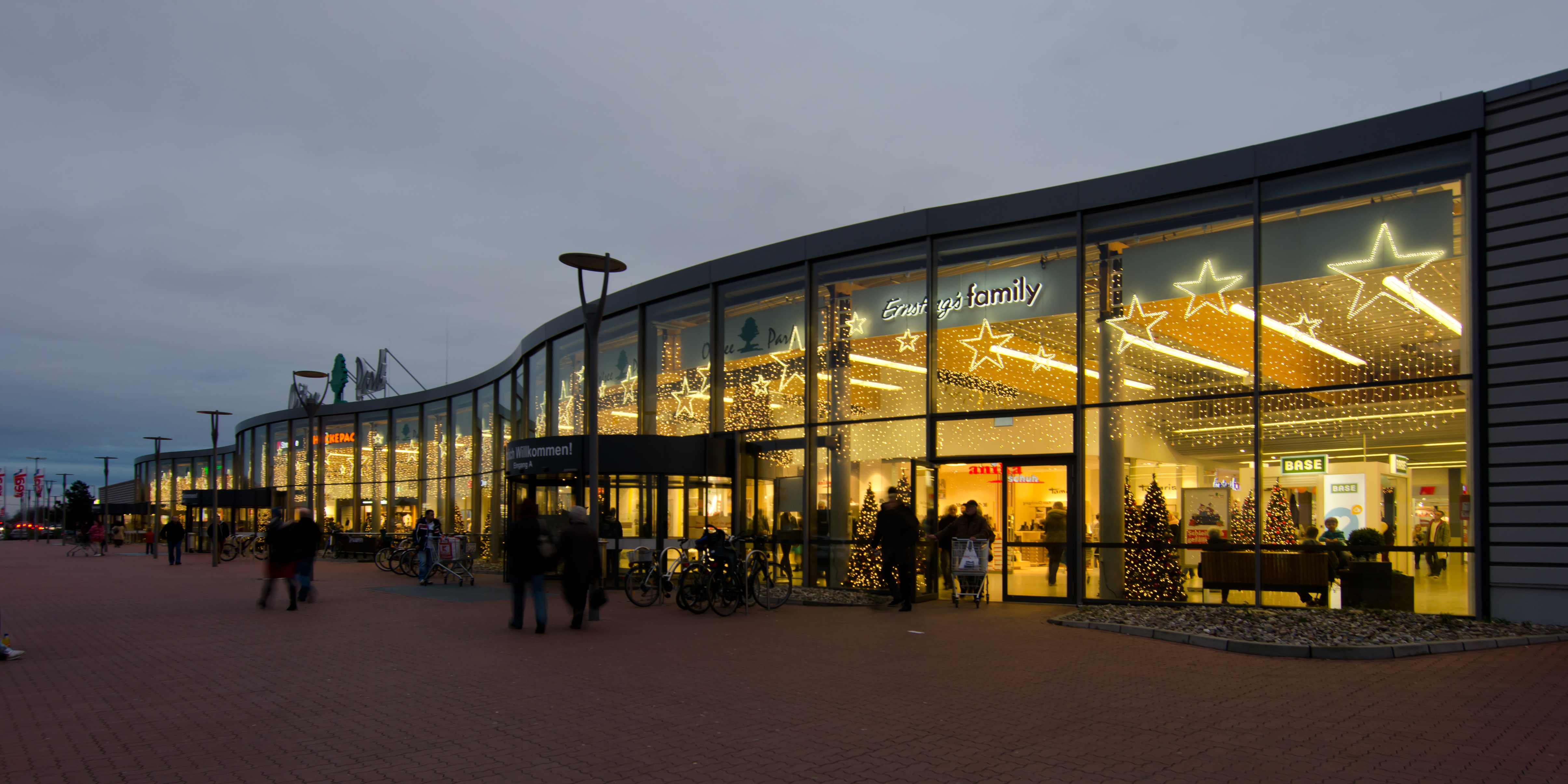
Sievershagen
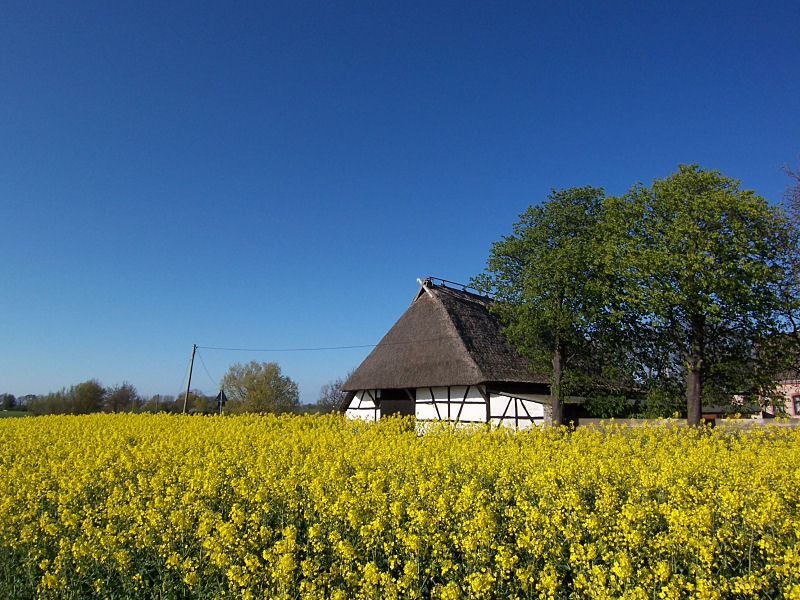
Allershagen
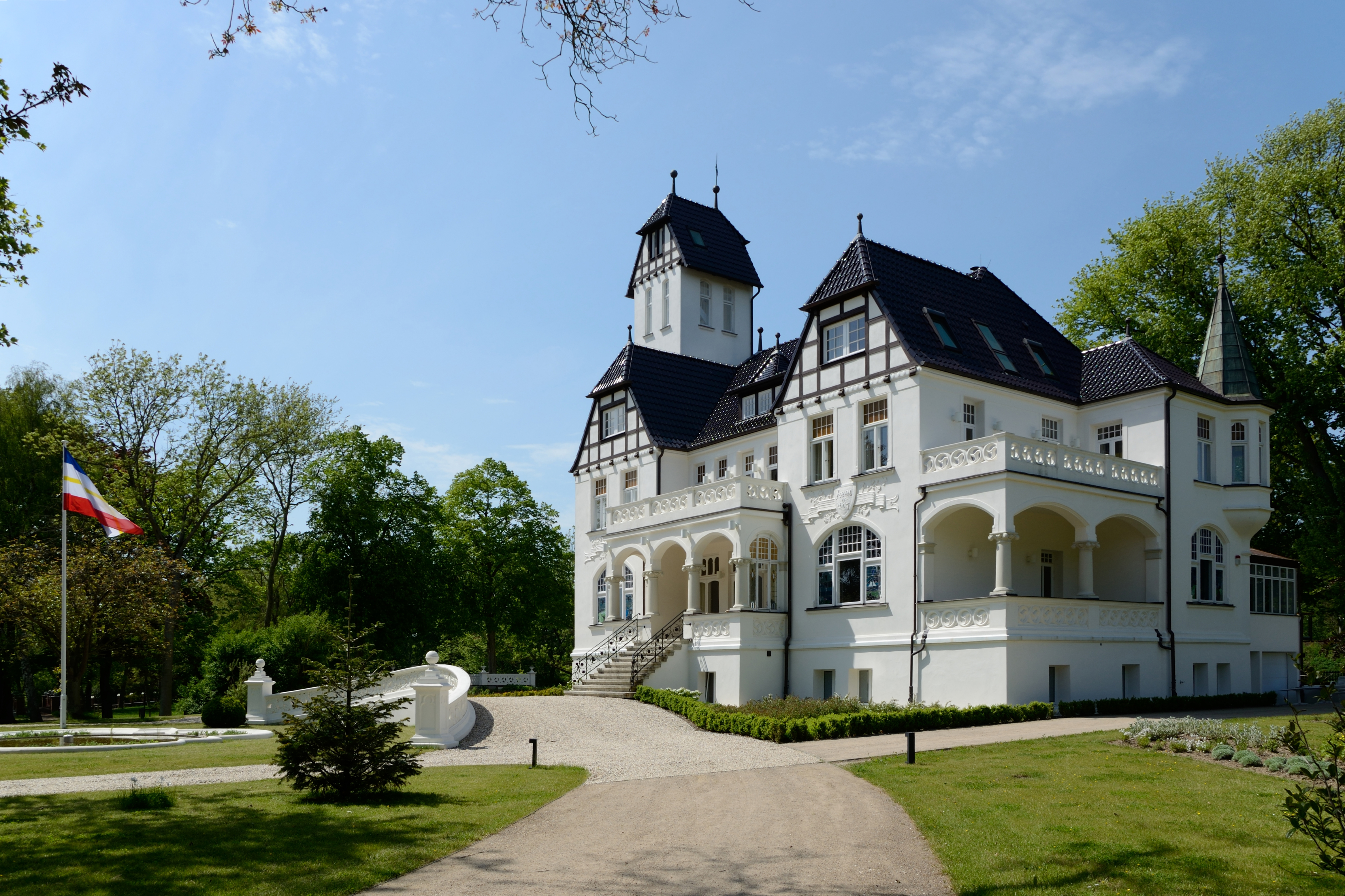
Sildemow
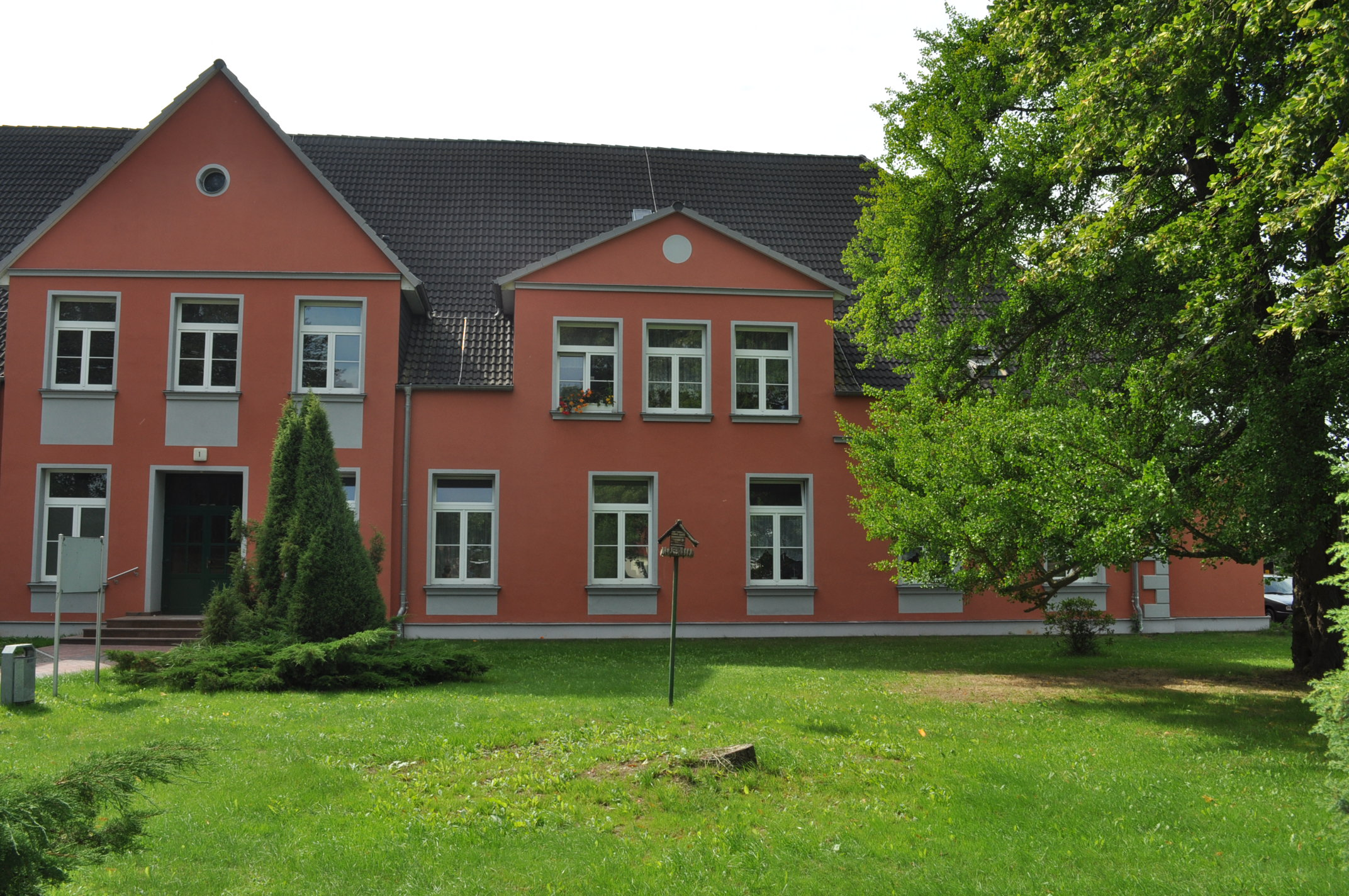
Wahrstorf
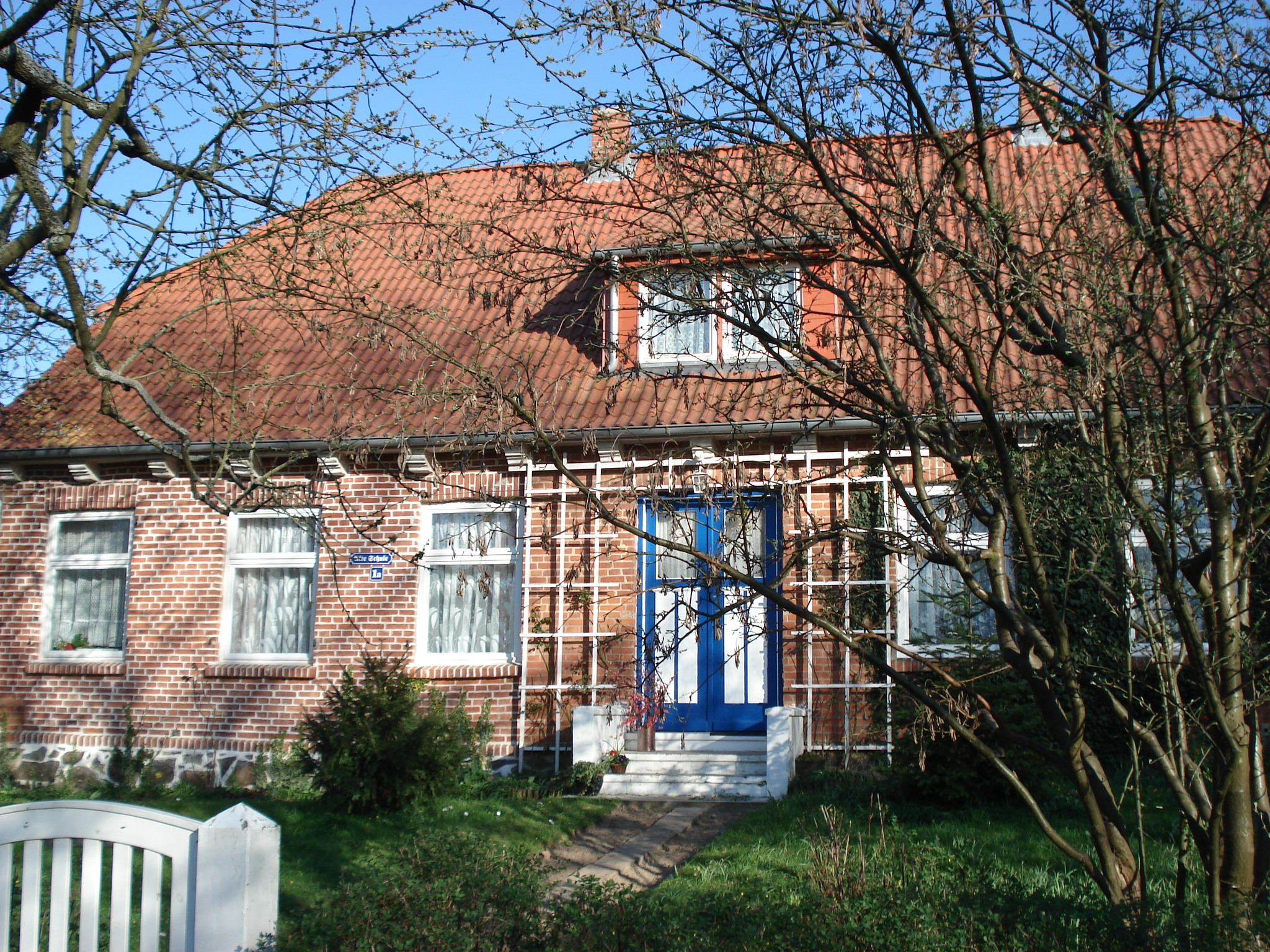
Huckstorf
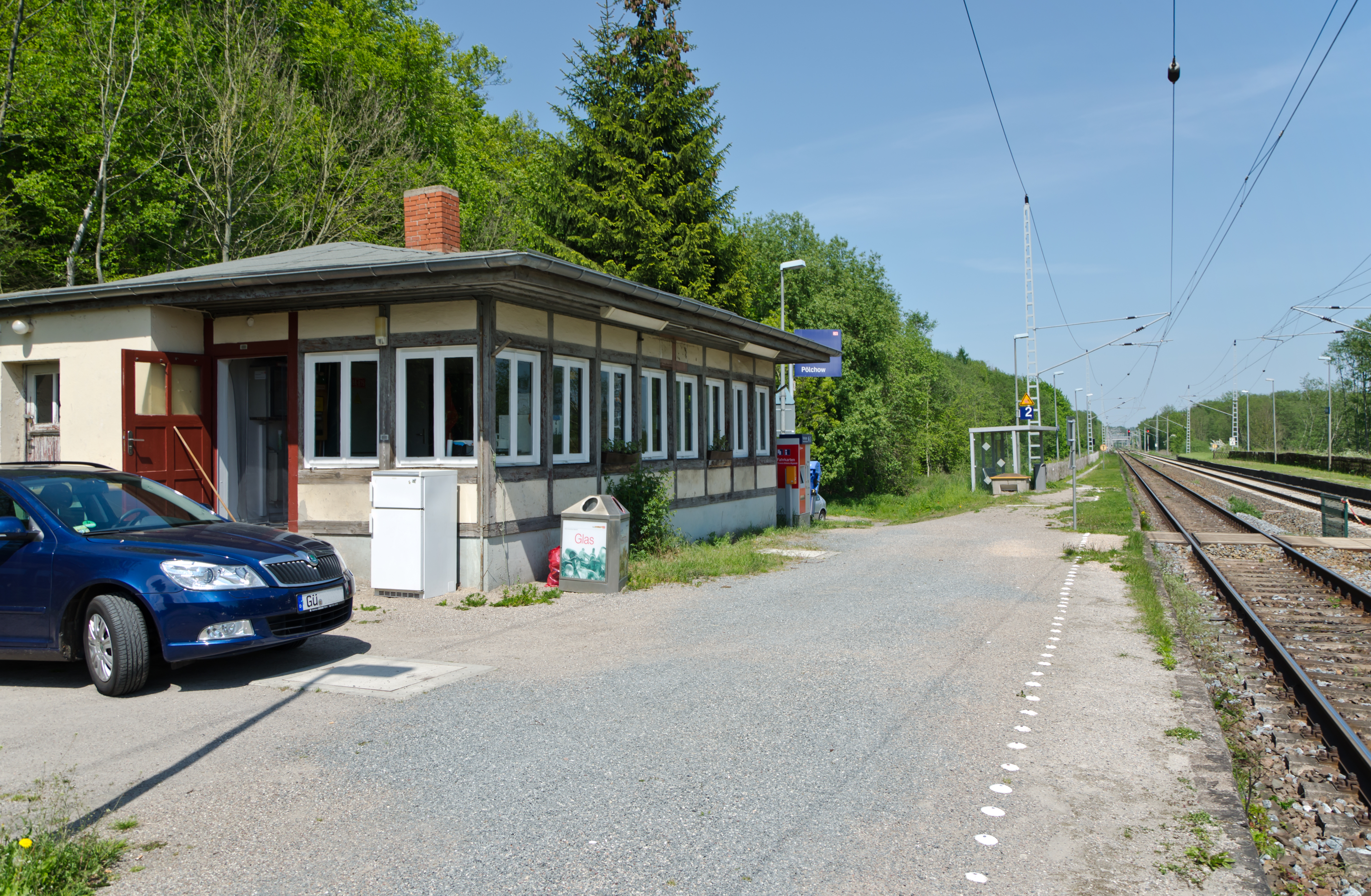
Állomás Pölchow
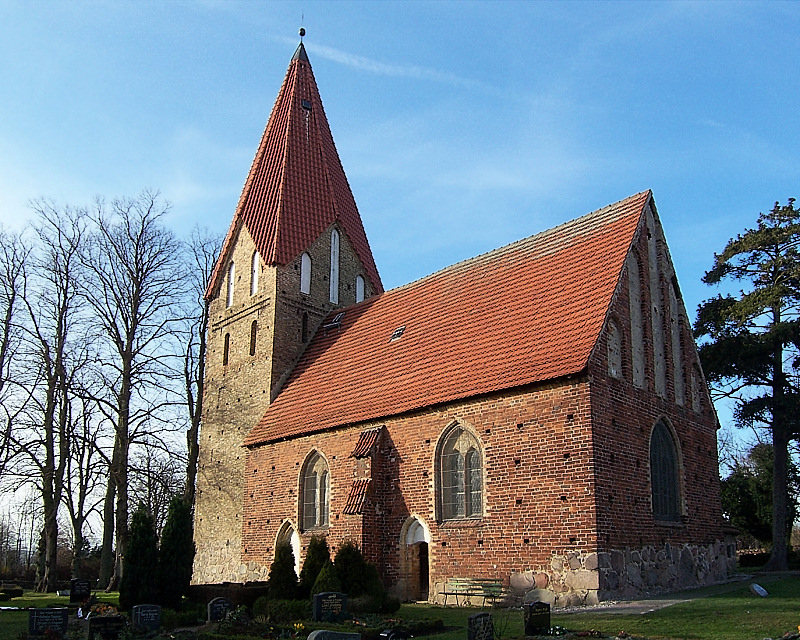
Stäbelow
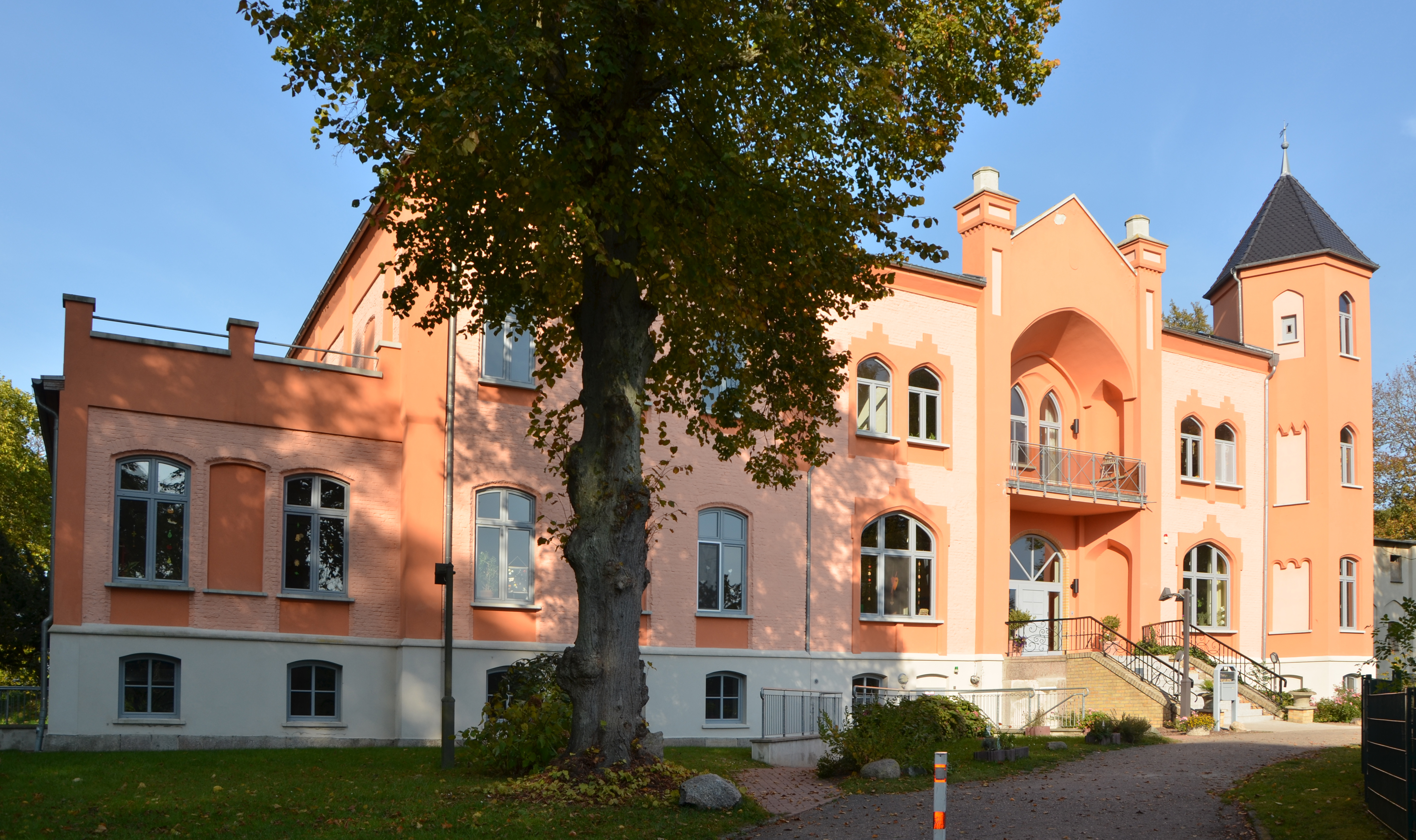
Ziesendorf
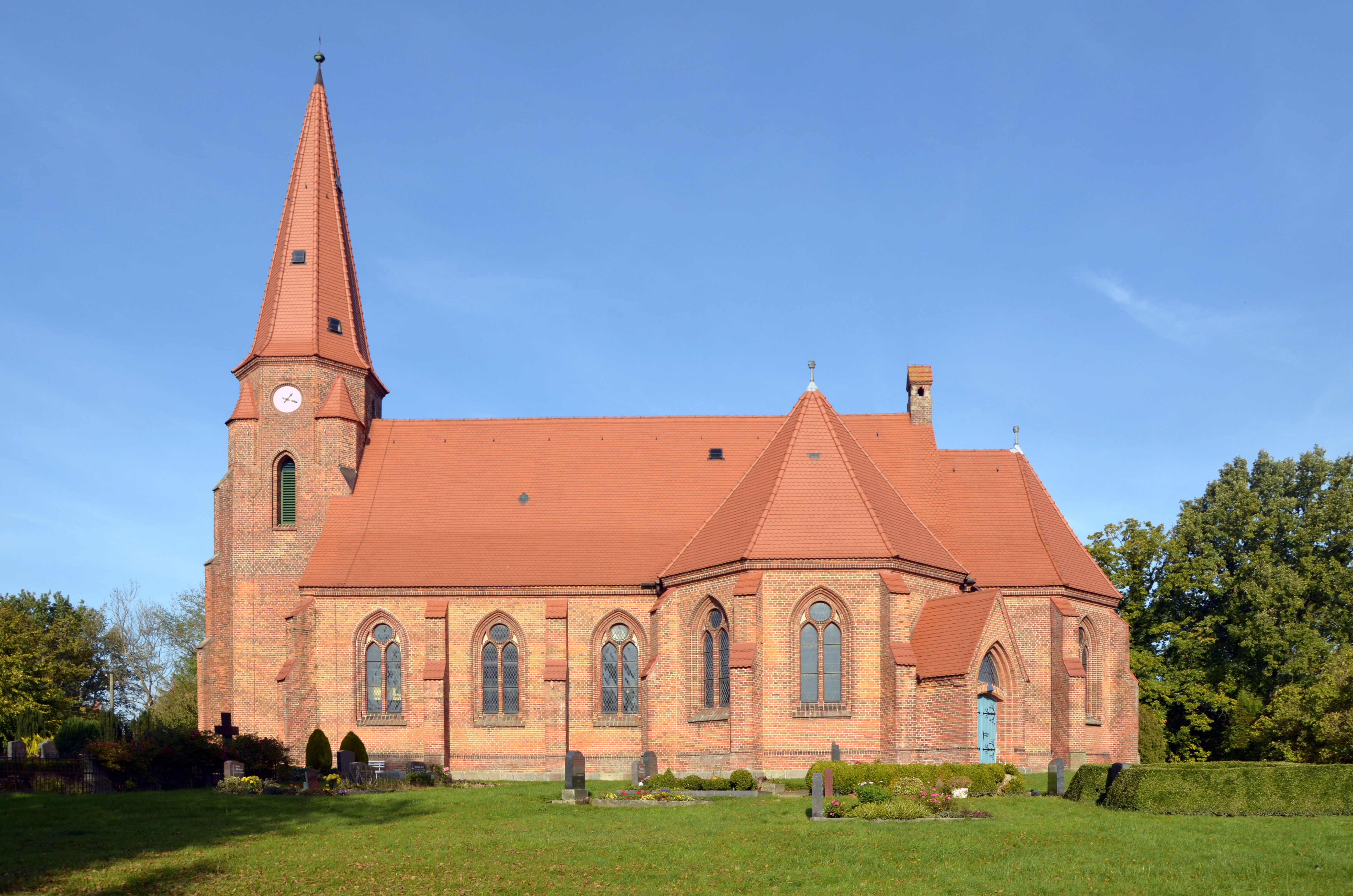
Buchholz

## Fordítás
- Ez a szócikk részben vagy egészben  az   Amt Warnow-West című német Wikipédia-szócikk fordításán alapul.  Az eredeti cikk szerkesztőit annak laptörténete sorolja fel. Ez a jelzés csupán a megfogalmazás eredetét és a szerzői jogokat jelzi, nem szolgál a cikkben szereplő információk forrásmegjelöléseként.